# Cyphicerus
Cyphicerus är ett släkte av skalbaggar. Cyphicerus ingår i familjen vivlar.

## Dottertaxa tillCyphicerus, i alfabetisk ordning[1]
- Cyphicerus amphibolus
- Cyphicerus appendicinus
- Cyphicerus bicolor
- Cyphicerus bimaculatus
- Cyphicerus bohemani
- Cyphicerus brevicollis
- Cyphicerus carinulatus
- Cyphicerus chrysideus
- Cyphicerus confluens
- Cyphicerus costulatus
- Cyphicerus cylindricollis
- Cyphicerus decoratus
- Cyphicerus deplanatus
- Cyphicerus deprecabilis
- Cyphicerus edmundi
- Cyphicerus egenus
- Cyphicerus elongatus
- Cyphicerus emarginatus
- Cyphicerus erinaceus
- Cyphicerus farinosus
- Cyphicerus flavescens
- Cyphicerus formosanus
- Cyphicerus glaucus
- Cyphicerus humeralis
- Cyphicerus impar
- Cyphicerus impressicollis
- Cyphicerus indagator
- Cyphicerus intelligens
- Cyphicerus interruptus
- Cyphicerus japonicus
- Cyphicerus juvencus
- Cyphicerus lineatus
- Cyphicerus lineellus
- Cyphicerus longicornis
- Cyphicerus marginatus
- Cyphicerus mutator
- Cyphicerus nepalensis
- Cyphicerus nigroclavatus
- Cyphicerus nigrofasciatus
- Cyphicerus nigrosparsus
- Cyphicerus nivosus
- Cyphicerus nodulosus
- Cyphicerus novemlineatus
- Cyphicerus nubilus
- Cyphicerus obliquesignatus
- Cyphicerus orbitalis
- Cyphicerus ornatus
- Cyphicerus passerinus
- Cyphicerus patricus
- Cyphicerus patruelis
- Cyphicerus piriformis
- Cyphicerus praecanus
- Cyphicerus raucus
- Cyphicerus retusifrons
- Cyphicerus rusticanus
- Cyphicerus schönfeldti
- Cyphicerus similis
- Cyphicerus simulator
- Cyphicerus subcarinatus
- Cyphicerus subtuberculatus
- Cyphicerus tessellatus
- Cyphicerus venalis
- Cyphicerus viridanus